# London Evening Standard
El London Evening Standard (o simplement l'Evening Standard abans del maig de 2009) és un periòdic vespertí publicat a Londres, Anglaterra. Publicat per primera vegada com Standard el 21 de maig de 1827, va canviar al seu nom original durant un curt període durant els anys 1990.
És el diari local i regional dominant a Londres i els seus voltants, amb una cobertura de notícies nacionals i internacionals i de les finances de la City de Londres. L'octubre de 2009, el diari va posar fi a una història de 180 anys de circulació pagada, i es va convertir en un diari gratuït, duplicant la seva circulació com a part d'un canvi en el seu pla de negoci.
A principis del segle xx, el periòdic va pertànyer a un magnat canadenc, Max Aitken, a qui també pertanyia el periòdic Daily Express.
El juny de 2002, es publicaven cinc edicions diàries del periòdic, de dilluns a divendres, i venent 429.851 còpies al dia, i actualment té una tirada de 847.936 (2017)